# Cougar Canyon
Cougar Canyon är en kanjon i Kanada.   Den ligger i provinsen British Columbia, i den södra delen av landet, 3 300 km väster om huvudstaden Ottawa. Cougar Canyon ligger 629 meter över havet. Den ligger vid sjön Kalamalka Lake.
Terrängen runt Cougar Canyon är kuperad norrut, men söderut är den bergig. Närmaste större samhälle är Vernon, 13,4 km norr om Cougar Canyon. 
I omgivningarna runt Cougar Canyon växer i huvudsak barrskog. Runt Cougar Canyon är det mycket glesbefolkat, med 3 invånare per kvadratkilometer.